# Unicapsula pflugfelderi
Unicapsula pflugfelderi is een microscopische parasiet uit de familie Trilosporidae. Unicapsula pflugfelderi werd in 1975 beschreven door Schuberg, Sprague & Reinboth. 